# Коту-Міхаля
Коту-Міхаля (рум. Cotu Mihalea) — село у повіті Бреїла в Румунії. Входить до складу комуни Сіліштя.
Село розташоване на відстані 173 км на північний схід від Бухареста, 16 км на північний захід від Бреїли, 149 км на північний захід від Констанци, 15 км на захід від Галаца.

## Населення
За даними перепису населення 2002 року у селі проживали 118 осіб, усі — румуни. Усі жителі села рідною мовою назвали румунську.